# 한정미
한정미(1972년 10월 24일 ~ )는 대한민국의 성우이다. 1997년 KBS에 입사했으며, 현재는 KBS 26기이다. 한국방송 성우극회 소속.

## 출연작품

### 라디오 드라마
- 내 인생의 이정표는 어디에(KBS) - 문자
- 아웃 포커스 (KBS) - 엄마
- 완벽한 가족 (KBS) - 딸

### 교양 / 다큐멘터리
- 추기경 김수환 이야기(평화방송) - 나레이션
- 세상 속 희망이야기 (CGN TV) - 나레이션

## 같이 보기
- 한국방송 성우극회